# Frängstjärnen, Norrbotten
Frängstjärnen är en sjö i Piteå kommun i Norrbotten och ingår i Piteälvens huvudavrinningsområde.